# Бєлоножкін Анатолій Іванович
Анатолій Іванович Бєлоножкін (рос. Анатолий Иванович Белоножкин; 11 лютого 1947, Казань, СРСР, — 25 травня 2020) — радянський хокеїст, лівий крайній нападник.

## Досягнення
- Володар кубка СРСР (1): 1976
- Срібний призер чемпіонату СРСР (1): 1971
- Бронзовий призер чемпіонату СРСР (3): 1969, 1974, 1976
- Фіналіст кубка СРСР (3): 1969, 1970, 1974

## Статистика
Статистика виступів у вищій лізі чемпіонату СРСР.
| Сезон                    | Команда                  | Ліга                     | І   | Г   | П  | 0   | Штр |
| ------------------------ | ------------------------ | ------------------------ | --- | --- | -- | --- | --- |
| 1966/67                  | «Динамо» К               | вища                     | 34  | 11  | 1  | 12  | 16  |
| 1967/68                  | «Динамо» К               | вища                     | 38  | 12  | 4  | 16  | 22  |
| 1968/69                  | «Динамо» М               | вища                     | 33  | 7   |    | 7   |     |
| 1969/70                  | «Динамо» М               | вища                     | 41  | 19  |    | 19  |     |
| 1970/71                  | «Динамо» М               | вища                     | 38  | 10  | 11 | 21  | 38  |
| 1971/72                  | «Динамо» М               | вища                     | 8   | 0   | 2  | 2   | 0   |
| 1972/73                  | «Динамо» М               | вища                     | 22  | 5   | 3  | 8   | 2   |
| 1973/74                  | «Динамо» М               | вища                     | 30  | 10  | 13 | 23  | 48  |
| 1974/75                  | «Динамо» М               | вища                     | 35  | 13  | 4  | 17  | 40  |
| 1975/76                  | «Динамо» М               | вища                     | 36  | 13  | 13 | 26  | 44  |
| 1976/77                  | «Динамо» М               | вища                     | 8   | 0   | 0  | 0   | 4   |
| Усього у вищій лізі СРСР | Усього у вищій лізі СРСР | Усього у вищій лізі СРСР | 323 | 100 | 51 | 151 | 214 |

У збірній:
| № | Дата       | Місце     | Турнір          | Суперник       | Рахунок | Голи                                                                                     |
| - | ---------- | --------- | --------------- | -------------- | ------- | ---------------------------------------------------------------------------------------- |
| 1 | 06.12.1970 | Москва    | Приз «Известий» | Фінляндія      | 8:3     | Бєлоножкін, Чичурін, Фірсов, Мальцев (2), Вікулов (2), Зимін — Мононен, Репо (2)         |
| 2 | 09.12.1970 | Москва    | Приз «Известий» | Чехословаччина | 1:3     | Петров — Глінка, Хорешовський, Е. Новак                                                  |
| 3 | 10.12.1970 | Москва    | Приз «Известий» | Польща         | 7:1     | Харламов (2), Полупанов, Ромішевський, Вікулов, Зимін (2) — Облуй                        |
| 4 | 13.12.1970 | Москва    | Приз «Известий» | Швеція         | 4:0     | Фірсов (2), Петров, Вікулов                                                              |
| 5 | 16.12.1970 | Пардубице |                 | Чехословаччина | 2:5     | Чичурін, Мальцев — Недоманський, Черний, Палечек, Ї. Голик, Сухий                        |
| 6 | 20.12.1970 | Тампере   |                 | Фінляндія      | 6:4     | Фірсов, Харламов, Мальцев (2), Мишаков, Якушев — Вехманен, Ліннонмаа, Оксанен, Мар'ямакі |